# Twisted Pixel Games
Twisted Pixel Games est un studio de développement de jeux vidéo basé à Austin au Texas. Il est notamment connu pour avoir créé les jeux 'Splosion Man et The Maw.

## Histoire
Le 12 octobre 2011, Twisted Pixel Games est racheté par Microsoft Studios. Cependant, Twisted Pixel se sépare de Microsoft et redevient un studio indépendant le 30 septembre 2015.

## Jeux développés
- 2009 - The Maw
- 2009 - 'Splosion Man
- 2010 - Comic Jumper: The Adventures of Captain Smiley
- 2011 - Ms. Splosion Man
- 2011 - The Gunstringer
- 2013 - LocoCycle
- 2018 - Zombotron